# Osmia dolerosa
Osmia dolerosa är en biart som beskrevs av Sandhouse 1939. Osmia dolerosa ingår i släktet murarbin, och familjen buksamlarbin. Inga underarter finns listade i Catalogue of Life.